# Abbaye Notre-Dame de Félixpré
Pour les articles homonymes, voir Abbaye Notre-Dame et Notre-Dame.
L'abbaye Notre-Dame de Félixpré (ou Félipré) était une abbaye cistercienne située dans le pays de Fromelennes, près de Givet, dans les Ardennes française, soumise a la juridiction spirituelle des évêques de Liège.

## Histoire
L'origine de Félipré est assez obscure. Vers 1230, Gilles de Walcourt, comte de Rochefort, seigneur de la Marck, fonde cette maison dans le pays de Fromelennes, près de Givet, pour des filles de l'Ordre de Cîteaux. 
Au XVe siècle, la ferveur et la discipline religieuses se détériorent. Les évêques de Liège remplacent les religieuses par des moines du même ordre. De 1464 à 1466, la communauté de Félipré est déplacée à l'abbaye de Rochefort et remplacée à Fromelennes par des moines venant probablement du l'abbaye du Jardinet. Les abbés Jean du Jardinet et Jean de Moulins, envoyés par le chapitre général de l’ordre de Cîteaux, visitent l'abbaye de Rochefort et l'abbaye de Félipré, les 28-29 octobre 1464. Ils jugent que le monastère de Félipré est dans un état convenable et situé dans un lieu agréable peu fréquenté, alors que celui de Saint-Remy de Rochefort, fortement endetté et délabré est soumis à la dérision des moniales qui y habitent. Leur rapport sévère incite le chapitre à prendre une décision draconienne et rare : l’ensemble de la communauté de Rochefort ira occuper l’abbaye de Félipré, dont les moines remplaceront les moniales à Saint-Remy de Rochefort. Les bernardines de cette maison reviennent prendre possession de leur ancienne maison de Félipré. L'échange cautionné par Louis Ier de La Marck, seigneur de Rochefort, devient officiel le 11 novembre 1464. L'abbesse de Rochefort, Marguerite Spangneau, résigne alors sa charge et renonce donc à tous ses droits sur Saint-Remy : elle prend le chemin de Félipré avec ses sœurs dans les six jours, et Arnould de Maison-Neuve, abbé de Félipré et sa communauté prennent possession de Rochefort. Le Chapître Général de Cîteaux, tenu en 1467 approuve cette mutation, avec le consentement de Louis de la Marck, dont les ancêtres avaient fondé les deux maisons.  Cet échange permet aux religieuses de vivre à Félipré dans une clôture plus sûre et sans les difficultés liées tant à la dégradation matérielle de l'abbaye rochefortoise qu'à la rudesse de la terre.
La direction spirituelle est confiée depuis de longues années aux bernardins de l'abbaye d'Aulne. 
Le 13 février 1790, l'Assemblée constituante prononce l'abolition des vœux monastiques et la suppression des congrégations religieuses. Les religieuses qui y vivent encore sont dispersées. En août 1791, les biens sont vendus au prix de 132 000 francs. L’église abbatiale était encore debout en 1823.

## Abbesses
Les abbesses sont appelées Madame.

Liste d'après Gallia Christiana:
1. Lucie ou Anne
2. Beatrix
3. Jeanne
4. X
5. X
6. Agnès
7. X
8. Anne
9. Elisabeth
10. Jeanne
11. X
12. Catherine
13. Catherine de Boye
14. Jeanne
15. Agathe
16. Agnès de Wavreille (†1461), dernière abbesse de Saint-Remi
17. 1464 : Marguerite Spangnau
18. Françoise Mulo, première abbesse élue à Félipré
19. Marie de Hulobier,
20. 1522-1577 : Elisabeth II de Brandenbourg,
21. 1576 :Anne de la Halle (†l616)
22. 1616-1630 : Marie Frérart
23. 1630-1642 : Marguerite d’Ochain de Jemeppe (1577-†1643)
24. Marie Bathier
25. Marie Ursule de Vauthier (†1665)
26. Dorothée Dorio ou Dorothée d’Orjo (†1688)[3]
27. 1688-1701 : Catherine de Blaimont (†1701)
28. 1701-1712 : Anne de Suray (1637-†1713)
29. 1714 : Joséphine d'Auxbrebis
30. 1790, Madame Dieudonnée de Strassart.

## Patrimoine foncier
Les biens de l'abbaye se composaient de corps de fermes, terres, prés, jardins, trieux et bois situés sur les territoires de Givet-Notre-Dame (« Petit-Givet » sur la rive droite de la Meuse) et de Fromelennes, d'un moulin à écorces et d'un autre à farines situés sur la Houille, entre Givet et Fromelennes, d'une ferme et de bois à Morville, une seigneurie à Bourseigne-Neuve.
Vers 1790, elle jouissait d'un revenu de sept à huit mille livres et d'une rente de vingt-quatre muids d'épeautre à la charge de la commune de Falmignoul, dans l'évêché de Namur.